# Wim De Coninck
Willem Aloïs Elodie De Coninck (* 23. Juni 1959 in Deinze) ist ein ehemaliger belgischer Fußballspieler und heutiger -trainer und -funktionär. Heute arbeitet er unter anderem als Analyst für das belgische Fernsehen, so unter anderem für den Sender Proximus 11.

## Spielerkarriere
De Coninck begann seine Karriere im Herrenfußball 1977 bei KSV Waregem, wo er 1982 den belgischen Supercup gewann. Nach zwölf Jahren in Waregem wechselte er 1987 zu Royal Antwerpen, dort gewann er 1992 den belgischen Pokal. Im Jahr 1993 ging es weiter zu KAA Gent und 1996 zum RSC Anderlecht. In der Saison 1999/2000 ließ er seine Karriere bei Eendracht Aalst ausklingen.
International wurde er zwar nie für Belgien eingesetzt, aber war im Kader zur Fußball-Europameisterschaft 1984 in Frankreich. 

## Erfolge
- 1× Belgischer Supercupsieger: 1982
- 1× Belgischer Pokalsieger: 1992